# Смбат III Багратуни
Смбат III Багратуни (арм. Սմբատ Գ Բագրատունի, ум. 423) — являлся коронователем V века из армянской семьи Багратидов. Он также являлся предком грузинской царской семьи Багратионов.

## Биография
Вероятно, он был сыном Саака I-ого Багратуни.
Смбат III Багратуни — властитель Спера, как и его отец, и один из предков царской семьи Багратионов. Он также являлся зятем армянского царя Вагарша III и наследовал от своего отца титулы начальника кавалерии (аспет) и коронователя (тагадир) армянских царей Врамшапуха (392 - 414), Хосрова IV (414 - 415) и Шапура (415 - 421), и, вероятно, Арташаса IV (423 - 428).
В 420 году он был послан Шапуром из Армении в Персию для подготовки престолонаследия Персии (Шапур также является наследным принцем Персии).
Он, вероятно, был отцом нахарара Тироца I Багратуни, умершего в 450 году.